# This Is For
This Is For es el cuarto álbum de estudio coreano (noveno en general) del grupo femenino surcoreano Twice. Fue publicado por JYP Entertainment y Republic Records el 11 de julio de 2025, cuatro años después de su álbum de estudio anterior Formula of Love: O+T=<3 (2021). Para promocionar el álbum, el grupo se embarcará en su sexta gira mundial, This Is For World Tour.

## Antecedentes
El 18 de mayo de 2025, Twice anunció el lanzamiento de su cuarto álbum de estudio para julio del mismo año. El anuncio fue hecho con un tráiler donde las integrantes usaron un vestido con la palabra «Four». Tres días después, JYP Entertainment reveló la carátula, la fecha de lanzamiento y el título del álbum. La lista de canciones fue publicada el 26 de junio. El 4 de julio fue publicado un adelanto de las canciones.

## Concepto y composición
La versión estándar de This Is For está conformada por catorce pistas en su mayoría en inglés, y contiene canciones interpretadas en diferentes unidades del grupo. Twice mencionó que la intención álbum es transmitir un apoyo al público nacional e internacional que las ha estado apoyando en los diez años desde su debut en 2015 con The Story Begins. Dahyun mencionó que la palabra For en el título del álbum tiene dos significados: la primera refiere a la palabra homónima four (en español, cuatro), haciendo referencia al cuarto álbum de estudio; la segunda refiere a su cualidad de preposición, que en español sería para, mencionando que el álbum es «para todos», especialmente para los fanáticos.
El álbum comienza con la pista «Four», una introducción con un «ritmo palpitante», pero sin una estructura lírica ni melódica definida. La segunda canción, la pista homónima, es una canción con un «gancho adictivo» que habla sobre encontrar el apoyo en los demás. El disco continua con la tercera canción, «Options» aborda la importancia de preservar todas las posibilidades en lugar de aceptar y conformarse con la primera persona que manifieste un interés. «Mars» es una canción producida con sintetizadores y bajos, acompañados de una letra que expresa al oyente que sentirse distinto es lo que lo hace único y auténtico, y que alguien apreciará su autenticidad. La quinta pista, «Right Hand Girl» es una canción de género electrónica.

## Recepción crítica
This Is For recibió generalmente críticas positivas por parte de la crítica. En el sitio web Album of the Year recibió un puntaje de 73 sobre 100 en base a tres reseñas profesionales.
Chase McMullen, escribiendo para Beats Per Minute, calificó al álbum con 84%, mencionando que el álbum es el más cohesivo de Twice hasta la fecha, incluso con las duraciones de las pistas que, según él, son para «abastecerse a TikTok o encajar a un mundo post-NewJeans». Raul Stanciu de Sputnikmusic definió al álbum como «el paso en falso del décimo aniversario», resaltando la corta duración de las canciones y llamándolo un decepcionante sucesor de sus previos álbumes de estudio Eyes Wide Open (2020) y Formula of Love: O+T=<3 (2021). La reseña de AllMusic, escrita por Matt Collar, destaca que la diversidad de géneros encontrados en el álbum es el foco principal del lanzamiento.

## Rendimiento comercial
This Is For debutó en la máxima posición de la lista surcoreana Circle Album Chart con 671 771 copias físicas vendidas; la edición Nemo, una versión física con un código QR para descarga digital, entró en la lista con 41 536 copias vendidas, siendo en total 713 307 copias en la primera semana. El álbum se convirtió en el séptimo del grupo en llegar al top 10 en Estados Unidos al debutar en la posición #6 del Billboard 200 en la semana del 26 de julio de 2025 con 80 000 unidades equivalentes a un álbum, de las cuales 68 000 fueron ventas puras.

## Promoción

### Gira
JYP Entertainment anunció el 9 de junio de 2025 que Twice se embarcará en su sexta gira This Is For World Tour comenzando el 19 de julio en la Inspire Arena en Incheon, Corea del Sur, y que recorrerán varios países asiáticos como Japón, Filipinas y China.

### Programas musicales
Twice comenzó su semana de promociones en programas musicales surcoreanos el mismo día del lanzamiento del álbum. Comenzaron con su primera presentación en Music Bank interpretando la canción titular del álbum. El 12 de julio se presentaron en Show! Music Core y al día siguiente en Inkigayo.

### Otros medios
El 8 de julio de 2025 el grupo realizó ocho listening parties en Seúl, Corea del Sur, donde presentaron el videoclip de la canción titular y mostraron varios avances de las canciones del álbum. También colaboraron con la marca de uñas Kristal Oh Nail NYC, quienes sacaron un set de uñas de edición limitada inspirado en la estética del álbum.

## Lista de canciones
| This Is For — Edición estándar |                                                            |                                                                             |                                                            |                         |          |  |
| N.º                            | Título                                                     | Letras                                                                      | Música                                                     | Arreglos                | Duración |  |
| 1.                             | «Four»                                                     | Sim Eunjee                                                                  | Sim                                                        | Sim                     | 1:45     |  |
| 2.                             | «This Is For»                                              | Tayla Parx Em Walcott                                                       | Parx Walcott Gustav Landell Stephen McGregor Daoud Anthony | Landell Di Genius Daoud | 2:11     |  |
| 3.                             | «Options»                                                  | Taet Chesterton Iain James                                                  | Earattack Chesterton James CQ                              | Earattack CQ            | 3:06     |  |
| 4.                             | «Mars»                                                     | Jinli (Full8loom)                                                           | Kamille Perrie Edwards Rømans Will Bloomfield              | Bloomfield              | 2:21     |  |
| 5.                             | «Right Hand Girl»                                          | Taneisha Jackson Georgia Ku Morgan Connie Smith James Daniel Lewis          | Ku Smith Lewis                                             | Lewis                   | 2:31     |  |
| 6.                             | «Peach Gelato»                                             | Mick Coogan John Ryan Julian Bunetta                                        | Coogan Ryan Bunetta                                        | Coogan Ryan Bunetta     | 2:18     |  |
| 7.                             | «Hi Hello»                                                 | Lee Eunhwa (153/Joombas) Megan Bülow Simon Wilcox Matthew Holmes Phil Leigh | Bülow Wilcox Holmes Leigh                                  | Mac & Phil              | 2:07     |  |
| 8.                             | «Battitude» (Nayeon, Jeongyeon, Momo y Mina)               | Miranda Glory Inzunza Alexis Andrea Boyd                                    | Inzunza Boyd                                               | Dem Jointz              | 2:26     |  |
| 9.                             | «Dat Ahh Dat Ooh» (Sana, Jihyo, Dahyun, Chaeyoung y Tzuyu) | Kabba MNEK Baby Tate Jamal Woon                                             | Kabba MNEK Baby Tate Woon Relyt                            | Relyt                   | 2:28     |  |
| 10.                            | «Let Love Go» (Jeongyeon, Momo, Sana y Tzuyu)              | Amy Allen Boy Matthews Cleo Tighe Kyle Buckley                              | Allen Matthews Tighe Buckley                               | Pink Slip               | 2:58     |  |
| 11.                            | «G.O.A.T.» (Mina, Dahyun y Chaeyoung)                      | Gusten Dahlqvist Arineh Karimi                                              | Versachoi Dahlqvist Karimi                                 | Versachoi               | 2:25     |  |
| 12.                            | «Talk» (Nayeon y Jihyo)                                    | Earattack Chesterton                                                        | Chesterton                                                 | Earattack               | 2:48     |  |
| 13.                            | «Seesaw»                                                   | Lee Seuran                                                                  | Allen Leroy Clampitt Bülow James Abrahart                  | Clampitt                | 3:30     |  |
| 14.                            | «Heartbreak Avenue»                                        | Ari Pensmith Angelina Sherie                                                | Woo Min Lee «Collapsedone» Pensmith Sherie                 | Collapsedone            | 3:16     |  |
| 36:10                          |                                                            |                                                                             |                                                            |                         |          |  |

| This Is For — Edición de lujo |                                           |              |                         |          |  |
| N.º                           | Título                                    | Escritor(es) | Productor(es)           | Duración |  |
| 15.                           | «This Is For» (versión extendida)         |              |                         | 2:26     |  |
| 16.                           | «Takedown» (Jeongyeon, Jihyo y Chaeyoung) | Lindgren     | Lindgren Ian Eisendrath | 3:01     |  |
| 41:37                         |                                           |              |                         |          |  |

## Posicionamiento en listas
| Lista (2025)                       | Mejor posición |
| ---------------------------------- | -------------- |
| Alemania (Offizielle Top 100)      | 27             |
| Australia (ARIA)                   | 66             |
| Austria (Ö3 Austria)               | 30             |
| Bélgica (Ultratop Flandes)         | 51             |
| Bélgica (Ultratop Valonia)         | 54             |
| Canadá (Billboard Canadian Albums) | 58             |
| Corea del Sur (Circle)             | 1              |
| España (Promusicae)                | 37             |
| Estados Unidos (Billboard 200)     | 6              |
| Francia (SNEP)                     | 21             |
| Grecia (IFPI)                      | 24             |
| Japón (Japan Hot Albums)           | 3              |
| Japón (Oricon)                     | 6              |
| Japón (Oricon Combined Albums)     | 5              |
| Nueva Zelanda (RMNZ)               | 36             |
| Portugal (AFP)                     | 18             |
| Reino Unido (UK Album Downloads)   | 26             |
| Suiza (Schweizer Hitparade)        | 75             |

## Historial de lanzamiento
| Región         | Fecha               | Formato           | Edición  | Discográfica |
| -------------- | ------------------- | ----------------- | -------- | ------------ |
| Varios         | 11 de julio de 2025 | Digital streaming | Estándar | JYP          |
| Corea del Sur  | 11 de julio de 2025 | CD LP             | Estándar | JYP Dreamus  |
| Estados Unidos | 11 de julio de 2025 | CD LP             | Estándar | JYP Republic |
| Varios         | 14 de julio de 2025 | Digital streaming | De lujo  | JYP          |